# Gemfibrozil
A gemfibrozil (INN) fehér, viaszszerű kristályos anyag. Vízben alig, metanolban, etanolban, diklórmetánban és kloroformban oldódik.
A fibrátok közé tartozó gyógyszer. Csökkenti a vér LDL-koleszterin-, VLDL-koleszterin- és trigliceridszintjét, miközben növeli a HDL-koleszterin szintjét. Ezzel gátolja az érelmeszesedést és a koszorúér-megbetegedést. Elsősorban magas trigliceridszint és/vagy alacsony HDL-koleszterinszint kezelésére javasolt.
A VIII. Magyar Gyógyszerkönyvben Gemfibrozilum    néven hivatalos.  

## Fibrátok
Az amfifil (vízben és zsírban oldódó részt egyaránt tartalmazó) karbonsavak egy osztálya, melyeket a gyógyszerészetben magas zsír- és koleszterinszint csökkentésére használnak. Jelenleg a magas koleszterinszint ellen a sztatinok az elsőként választandó szerek, mivel a fibrátok (a gemfibrozilt is beleértve) egyik gyakori mellékhatása az izomkárosodás, izomfájdalom, izomgörcs.

## Hatásmód
A lipoprotein lipáz(en) enzim előállítását növeli a peroxisoma proliferátor aktivált receptor(en) (PPAR) alfa ligand(en) által aktivált transzkripciós faktor aktiválásával. A lipoprotein lipáz bontja el a kilomikronokat VLDL-lé. A VLDL LDL-lé, az LDL HDL-lé alakul.
A gemfiborzil ezen felül némileg megnöveli a zsírok kiválasztását az epébe, ahonnan az végül az emésztőrendszerbe kerül. Gátolja a apolipoprotein B-100 előállítását, és meggyorsítja a lebontását. Az apolipoprotein B-100 fehérje a VLDL, IDL és LDL egyik hordozója (lásd lipoproteinek).
A gemfibrozil elősegíti a HDL2 és HDL3 és annak burkában található A-I és A-II jelű lipoprotein előállítását.

## Mellékhatások, ellenjavallatok
A gemfibrozil ellenjavallt epekő, alkoholizmus esetén, gyermekkorban, szoptatás alatt. Ellenjavallt más vérzsír- vagy koleszterincsökkentőkkel együtt szedni (pl. statinok). Ugyancsak ellenjavallt bizonyos vércukorcsökkentőkkel (pl. repaglinid(en)) együtt szedni a súlyos vércukorszint-csökkenés veszélye miatt.
Terhes nőknek, máj- vagy vesebetegeknek csak fokozott figyelemmel adható. A gemfibrozillal együtt szedett véralvadásgátló (vérhígító) mennyisége megfelezendő, és a protrombin(en)-szintet rendszeresen ellenőrizni kell.
Fő mellékhatás: emésztőrendszeri zavarok. Egyéb mellékhatások: napfényérzékenység, sötét vizelet.

## Adagolás
600-600 mg fél órával reggeli és vacsora előtt.

## Készítmények
Nagyon sok készítmény van nemzetközi forgalomban.
Magyarországon:
- INNOGEM 300 mg kemény kapszula
- INNOGEM 600 mg filmtabletta
- MINILIP 600 mg filmtabletta

## Fordítás
- Ez a szócikk részben vagy egészben  a   fibrate című angol Wikipédia-szócikk fordításán alapul.  Az eredeti cikk szerkesztőit annak laptörténete sorolja fel. Ez a jelzés csupán a megfogalmazás eredetét és a szerzői jogokat jelzi, nem szolgál a cikkben szereplő információk forrásmegjelöléseként.